# Universidad de La Verne
La Universidad de La Verne es una universidad privada situada en La Verne, California, Estados Unidos. Fue fundada en 1891, y está compuesta por los siguientes centros docentes:
- Facultad de Artes y Ciencias
- Facultad de Negocios y Asesoramiento Público
- Facultad de Educación y Liderazgo Organizacional
- Facultad de Derecho
- Escuela de Educación Continua

## Historia
La Universidad de La Verne fue fundada en 1891 como Lordsburg College, por miembros de la iglesia de los Hermanos. Fue renombrado como College La Verne en 1917, ya que la localidad donde se encuentra cambió de Lordsburg a La Verne. Se reorganizó como universidad en 1977, tomando el nombre de Universidad de La Verne, en inglés, University of La Verne.
Concedió su primer titulación en master en 1965 y comenzó la educación para adultos en 1969. Otorgó su primer doctorado en 1979. En 1981 fundó un campus en el condado de Orange junto a otros por todo el sur de California. La Universidad de La Verne es una institución independiente, no sectaria y sin ánimo de lucro.